# جيمس ك. هاكيت
جيمس ك. هاكيت (بالإنجليزية: James Keteltas Hackett)‏ هو ممثل أمريكي، ولد في 6 سبتمبر 1869 في أونتاريو في كندا، وتوفي في 8 نوفمبر 1926 في باريس في فرنسا.

## وصلات خارجية
- جيمس ك. هاكيت على موقع IMDb (الإنجليزية)
- جيمس ك. هاكيت على موقع قاعدة بيانات برودواي على الإنترنت (الإنجليزية)
- جيمس ك. هاكيت على موقع قاعدة بيانات الفيلم (الإنجليزية)
- جيمس ك. هاكيت على موقع كينوبويسك (الروسية)